# 劉黎兒
劉黎兒（1956年—），臺灣基隆人，旅日作家、專欄作家，作品以兩性關係、職場文化及日本政經社會議題、文學評論等。丈夫王銘琬為臺灣旅日棋士。

## 早年
劉黎兒出生於1956年。父母是1945年二次戰後從福建到台灣。
劉黎兒畢業於台北市北一女中和台灣大學歷史學系。在《中國時報》擔任政治記者4年，1982年赴日本，後來擔任駐日記者，駐東京特派員。旅居東京30餘年以上。

## 專欄寫作
目前專事寫作，也為多家報紙或雜誌撰寫專欄。
劉黎兒的著作甚豐，主要以描寫兩性關係、職場文化及日本政經社會議題、文學評論、反核等。

## 反核運動與爭議
劉黎兒表示，在2000年陳水扁政府宣佈停建核四時，所引發的國內藍綠對立嚴重，曾讓她對台灣的政治相當失望、痛心。2011年東日本大震災尚未發生以前，她對台灣的反核運動完全無感，甚至不知台灣有幾座核電廠
2011年3月11日，日本东北地方太平洋近海地震引發海嘯造成福島核災，住在東京的劉黎兒因此開始積極關心核能議題。不久後，集結平井憲夫所著《前核電廠技師的瀝血控訴》一書的資料，自行研究和探討福島核災的內幕。並接連出了幾本書，主題非以往的兩性和情色走向，而是核電，在專欄、部落格和媒體採訪中，都持續不斷探討反核的議題。
2013年8月6日，劉黎兒應邀參加演講及受訪時強調日本專家擔心台灣發生災難的嚴重性，並於8月8日與丈夫參與反核四運動並致詞。

## 著作
- 《超越地震──地動天搖三部曲》（页面存档备份，存于），台北市，時報出版，1999年，ISBN 978-957-13-3029-7
- 《東京‧風情‧男女》台北市，麥田出版，2000年，ISBN 978-957-708-961-8
- 《東京的情色手冊》台北市，新新聞出版，2000年，ISBN 978-957-8306-67-7
- 《東京．愛情．物語》台北市，麥田出版，2000年，ISBN 978-957-469-079-4
- 台北市，新新聞出版，2000年，ISBN 978-957-8306-81-3
- 《黎兒流》台北市，新新聞出版，2001年，ISBN 978-957-2026-08-3
- 《新種美女》台北市，時報出版，2002年，ISBN 978-957-13-3592-6
- 《東京．迷絲．迷思：黎兒的日本情思》台北市，麥田出版，2002年，ISBN 978-957-469-913-1
- 《純愛大吟釀》台北市，新新聞出版，2002年，ISBN 978-957-2026-33-5
- 《新美女主義》台北市，時報出版，2002年，ISBN 978-957-13-3723-4
- 《好色時代 : 黎兒的慾望東京》台北市，麥田出版，2002年，ISBN 978-986-7782-08-3
- 《醉心日記‧一幸福Café》台北市，新新聞出版，2002年，ISBN 978-957-2026-55-7
- 《黎兒遊：邂逅深層日本》台北市，皇冠出版，2003年，ISBN 978-957-33-1943-6
- 《新種男人》台北市，時報出版，2003年，ISBN 978-957-13-3925-2
- 《黎兒純愛俱樂部：上班族優先入場》台北市，方智，2003-09-01，ISBN 978-957-679-889-4
- 《女人25後》台北市，方智，2004-01-14，ISBN 978-957-679-907-5
- 《東京愛物語》台北市，時報出版，2004年，ISBN 978-957-13-4104-0
- 《男女不完美主義》台北市，時報出版，2004年，ISBN 978-957-13-4199-6
- 《換個姿勢愛》台北市，方智，2004-10-26，ISBN 978-957-679-938-9
- 《東京滿喫俱樂部》台北市，時報出版，2005年，ISBN 978-957-13-4298-6
- 《棋神物語》台北市，商周出版，2005年，ISBN 978-986-124-434-1
- 《女人30後》台北市，方智，2006-10-31，
- 《大劈腿》台北市，時報出版，2006年，ISBN 978-957-13-4471-3
- 《結了婚還想戀愛》台北市，時報出版，2009年，ISBN 978-957-13-5009-7
- 《職場男女求生術》台北市，時報出版，2010年，ISBN 978-957-13-5280-0
- 《日本現在進行式》劉黎兒著，台北市，時報出版，2011年，ISBN 978-957-13-5375-3
- 《我們經不起一次核災：政府不回答，也不希望你知道的52件事》台北市，先覺出版，2011年，ISBN 978-986-134-178-1
- 《台灣必須廢核的10個理由》台北市，先覺出版，2011年，ISBN 978-986-134-181-1
- 《歡迎光臨性愛百貨店》台北市，時報出版，2015年，ISBN 978-957-13-6227-4
- 《私藏東京：美學、巷弄、名景、美食的日本品遊散策》，台北市，麥浩斯資訊股份有限公司出版，2016年，ISBN  978-986-40-8195-0
- 《日本職場奇譚集》，新北市，凱特文化創意股份有限公司出版，2016年，ISBN  978-986-93-2393-2

### 譯作
- 《求愛的人》下田治美著，劉黎兒譯，台北市，時報出版，1993年，ISBN 978-957-13-0663-6

## 外部連結
- 民報-日本NOW-劉黎兒專欄（页面存档备份，存于）
- 新頭殼-劉黎兒專欄（页面存档备份，存于）
- 時報悅讀網——劉黎兒（页面存档备份，存于）
- 核能流言終結者 劉黎兒專區（页面存档备份，存于）
- 時報出版--劉黎兒作者專區
- 年過60又怎樣:幸福熟齡 -劉黎兒專欄（页面存档备份，存于）